# Тарбеевская верфь
Тарбеевская верфь (также именовалась как Козловская) — первая государственная верфь, основанная в 1659 году по указу царя Алексея Михайловича. Располагалась близ села Старое Тарбеево в 12 вёрстах ниже города Козлова (ныне г. Мичуринск) на реке Лесной Воронеж.

## История

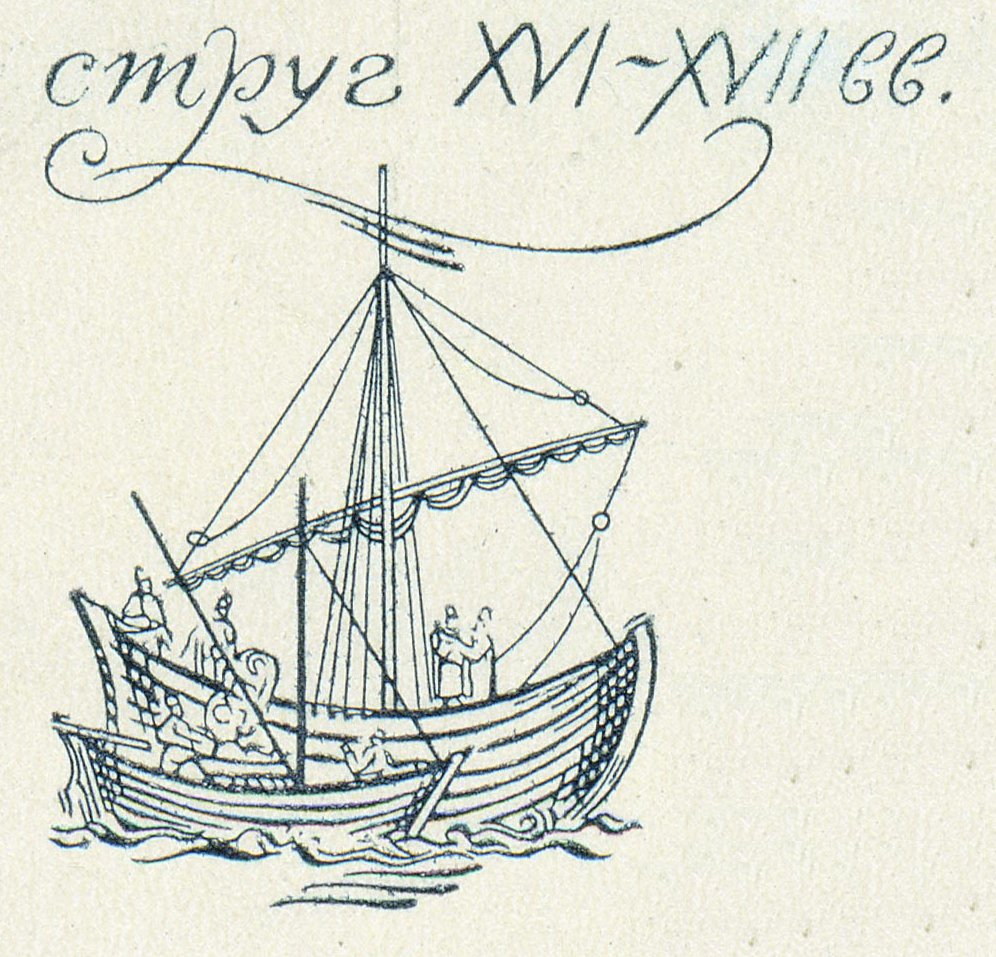
Струг XVI — XVII веков.

5 июня 1659 года по указу царя Алексея Михайловича) на реке Лесной Воронеж близ города Козлова была заложена верфь. Согласно указу, надлежало к навигации 1660 года построить пятьсот стругов, способных плавать как по рекам, так и по морю. Струги строились для похода против крымских татар, которые постоянно проводили набеги на русские земли, разоряли города и сёла.
Место для верфи было выбрано исходя из того, что рядом с рекой находились сосновые и дубовые леса.
Руководителем строительства верфи и постройкой судов был назначен московский дворянин Иван Романчуков. Из Черкасска был вызван казак Кирилл Петров, сведущий в делах морского судостроения. Руководство рабочими было возложено на стольника Владимира Михайловича Еропкина.
Воронежский воевода докладывал в Москву по поводу работных людей для этой верфи: «По указу тебя, великого государя, велено Ивану Романчукову в Козловском уезде на пристани реки Лесново Воронежу в селе Тарбеево сделать пятьсот стругов. И мне, холопу твоему, послать в Козловский уезд к Ивану Романчукову для стругового дела струговых и якорных мастеров, которые умеют струги и якори на морской ход донским казакам делать, и плотников, и кузнецов и работников сколько ему надобно…»
К маю 1660 года было построено 400 стругов — парусно-гребных судов длиною 18-22 метра. Каждое судно имело одну мачту, прямоугольный парус, железный якорь, 16 обычных вёсел и одно водно-рулевое в корме.
31 мая 1660 года флотилия судов под командованием воеводы боярина Семёна Саввича Хитрово начала поход к городу Воронеж, а затем — в низовье Дона и Азовское море.
В 1694 году Пётр I принял решение возобновить активные боевые действия против Османской империи и захватить турецкую крепость Азов. Для доставки боеприпасов, артиллерии, продовольствия и передислокации войск к Азову Пётр повелел построить транспортные суда: струги, морские лодки и плоты на реках Воронеж и Дон.
В 1694—1698 годах на Тарбеевской верфи по указу Петра I было построено 967 стругов, которые вошли в состав Азовской флотилии и участвовали в первом и втором Азовских походах..
В 1695 году по пути в Воронеж царь посетил верфь и повелел перенести её ближе к Воронежу.

## Память

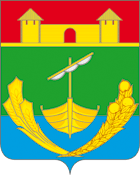
Герб Мичуринского района (Тамбовская область).

- В 1996 году в селе Старое Тарбеево был установлен памятный знак в честь постройки на этом месте 400 парусно-гребных судов в 1660 году и в ознаменование 300-летия Российского флота.
- 13 сентября 2012 года был утверждён герб Мичуринского района Тамбовской области, одним из главных символов которого стало изображение парусного судна. В описании герба сказано: «ладья — символ того, что именно на территории Мичуринского района, на реке Воронеж в конце XVII века — были построены суда для Азовской флотилии. Главная судоверфь в те годы была построена в с. Торбеево (ныне Старое Тарбеево)»